# کریستین دروستن

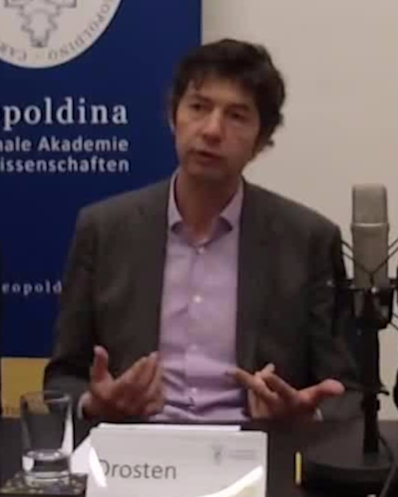
کریستین دروستن، ویروس‌شناس آلمانی - ۲۰۲۰

کریستین دروستن (به انگلیسی: Christian Drosten) ویروس‌شناس آلمانی است که تمرکز تحقیقات او روی ویروس‌های جدید (ویروس‌های نوظهور) است. دروستن در سال ۲۰۰۳ یکی از افرادی بود که موفق به کشف و شناسایی کروناویروس سارس شد. او پژوهش‌های خود را درباره ویروس‌هایی با قابلیت تبدیل به اپیدمی ادامه داد و به ویژه پروژه‌های تحقیقاتی درباره تست‌های گسترده را به انجام رساند. از جمله در سال‌های بعد همراه با تیم‌های پژوهشی، آزمایش برای تشخیص مبتلایان به ویروس زیکا و مرس را گسترش داد. در زمان دنیاگیری ۲۰–۲۰۱۹ کروناویروس، دروستن یکی از اولین افرادی بود که با استفاده از داده‌های چین، مدل آزمایش ویروس کرونای جدید را توسعه داد. نتایج همین پروژه تحقیقاتی از سوی سازمان جهانی بهداشت به‌عنوان پروتکل آزمایش افراد مشکوک به کرونا، منتشر شد.